# 白鳳
白鳳（はくほう）は、寺社の縁起や地方の地誌や歴史書等に多数散見される私年号（逸年号とも。『日本書紀』に現れない元号をいう）の一つである。通説では白雉（650年〜654年）の別称、美称であるとされている（坂本太郎等の説）。
『二中歴』や九州年号等では661年〜683年。また、中世以降の寺社縁起等では672年〜685年の期間を指すものもある。
なお、『続日本紀』神亀元年冬十月条（724年）に聖武天皇の詔として「白鳳より以来、朱雀以前、年代玄遠にして、尋問明め難し」といった記事がみられる。

## 由来
梁の劉勰『文心雕龍』「第四十八節知音篇」の以下の部分にもとづき、「白雉」を「白鳳」と言い換えたのではないかと考えられている。
- 原文
夫麟鳳與麏雉懸絕、珠玉與礫石超殊……然魯臣以麟爲麏、楚人以雉爲鳳、魏民以夜光爲怪石、宋客以燕礫爲寶珠。形器易徵、謬乃若是。文情難鑒、誰曰易分。
- 書き下し
夫れ麟鳳と麏雉は懸絶し、珠玉と礫石は超殊す……然るに魯臣は麟を以て麏と為し、楚人は雉を以て鳳と為し、魏民は夜光を以て怪石と為し、宋客は燕礫を以て宝珠と為す。形器 徴はれ易きも、謬ること乃ち是くの若し。文情 鑒（かんが）みること難し、誰れか分かち易しと曰はん。
- 大意
麒麟と麏あるいは鳳凰と雉の間には大きな隔たりがあり、真珠や玉と砂利や石とでは余りに異なっている……ところが魯の臣下は麒麟を麏とみなし、楚の人は雉を鳳凰と間違え、魏の民は夜光の玉を怪しい石と思い、宋の客は石ころを宝珠と思い込んだ。形あるもは外見の見分けがつきやすいのにもかかわらず、それでもこのような間違いが起こる。（ましてや）文学の精神など見定めることは難しい、これを判別しやすいなどと誰がいえるだろう。

孝徳天皇の改元の詔でも、おめでたい鳥獣として「鳳凰・騏驎・白雉・白烏」と白雉より上位の第一に鳳凰が挙げられている。
このほか、唐の高宗の元号に儀鳳（676年～679年）があり、この元号の名で呼ばれる儀鳳暦が後に日本で使われたことによる影響も考えられる。

## 白鳳期におきた事件
- 白鳳文化
- 661年 - 斉明天皇、朝倉宮で没
- 663年 - 白村江の戦いで、倭、唐・新羅連合軍に大敗する。
- 664年 - 対馬、壱岐、筑紫に防人を置く。筑紫に水城を築く。
- 665年 - 筑紫、長門に築城。
- 666年 - 百済人二千人を東国へ移す。
- 667年 - 近江遷都。倭国、讃岐、対馬に築城。
- 668年 - 天智天皇（葛城皇子）即位。近江令発令
- 669年 - 藤原鎌足没
- 671年 - 唐の副将郭務悰兵2000と倭国に来訪、捕虜兵1400を返還。「筑紫君薩夜麻」（ちくしのきみ・さちやま）唐から帰国。天智天皇、近江宮で没
- 672年 - 壬申の乱。弘文天皇（大友皇子）自殺
- 673年 - 天武天皇（大海人皇子）即位。
- 679年 - 筑紫地震。
- 683年 - 銀銭の使用を停止し、銅銭使用の令を出す。それぞれ無文銀銭、富本銭と推定される。
- 684年 - 日本最古のハレー彗星出現の記録。八色の姓を定める。白鳳地震（南海トラフ巨大地震と推定）発生。

## 西暦との対照表
- 『二中歴』『海東諸国紀』等

| 白鳳 | 元年  | 2年   | 3年   | 4年   | 5年   | 6年   | 7年   | 8年   | 9年   | 10年  | 11年  | 12年  | 13年  | 14年  | 15年  | 16年  | 17年  | 18年  | 19年  | 20年  | 21年  | 22年  | 23年  |
| 西暦 | 661年 | 662年 | 663年 | 664年 | 665年 | 666年 | 667年 | 668年 | 669年 | 670年 | 671年 | 672年 | 673年 | 674年 | 675年 | 676年 | 677年 | 678年 | 679年 | 680年 | 681年 | 682年 | 683年 |
| 干支 | 辛酉  | 壬戌  | 癸亥  | 甲子  | 乙丑  | 丙寅  | 丁卯  | 戊辰  | 己巳  | 庚午  | 辛未  | 壬申  | 癸酉  | 甲戌  | 乙亥  | 丙子  | 丁丑  | 戊寅  | 己卯  | 庚辰  | 辛巳  | 壬午  | 癸未  |

- 『麗気記私抄』等

| 白鳳 | 元年  | 2年   | 3年   | 4年   | 5年   | 6年   | 7年   | 8年   | 9年   | 10年  | 11年  | 12年  | 13年  | 14年  |
| 西暦 | 672年 | 673年 | 674年 | 675年 | 676年 | 677年 | 678年 | 679年 | 680年 | 681年 | 682年 | 683年 | 684年 | 685年 |
| 干支 | 壬申  | 癸酉  | 甲戌  | 乙亥  | 丙子  | 丁丑  | 戊寅  | 己卯  | 庚辰  | 辛巳  | 壬午  | 癸未  | 甲申  | 乙酉  |